# アフリカ開発のための新パートナーシップ
アフリカ開発のための新パートナーシップ（アフリカかいはつのためのしんパートナーシップ、New Partnership for Africa's Development, 通称：NEPAD）は、2001年にアフリカ統一機構（現在のアフリカ連合）が定めた、アフリカのための開発目標プログラム。

## 意義
2002年にOECD閣僚会議の議題となったほか、同年にカナナスキスで開催された先進国首脳会議（G8）では、アフリカのための新パートナーシップに応えるべく、多額のアフリカ向け資金援助やアフリカ各国が抱える対外債務の免除などが議題となり、最終的にこれらの対策を盛り込んだ「G8・アフリカ共同計画」が採択された。

## 概要
アフリカの貧困撲滅、持続可能な成長と開発、経済的な孤立化の回避と世界の政治経済とのグローバル化、女性の社会進出を目指すプログラム。

## 行動計画
平和と安全保障、民主的な政治体制、経済の持続的な発展、教育の拡充など、多岐にわたる分野を対象にしている。